# تشارلز إتش سميث
تشارلز إتش سميث (بالإنجليزية: Charles H. Smith)‏ هو مؤرخ أمريكي، ولد في 30 سبتمبر 1950.

## وصلات خارجية
- تشارلز إتش سميث على موقع الموسوعة البريطانية (الإنجليزية)